# Batang Serangan (plaats)
Batang Serangan is een bestuurslaag in het regentschap Langkat van de provincie Noord-Sumatra, Indonesië. Batang Serangan telt 4082 inwoners (volkstelling 2010).